# Max Book
Max Mikael Book, född 17 september 1953 i Långsele, är en svensk konstnär och musiker.

## Biografi
Max Book, som är uppvuxen i Bollstabruk, är självlärd som bildkonstnär. Efter gymnasiet i Härnösand följde han olika konstkurser bland annat en kurs i litografi i Umeå i början av 1970-talet. Efterhand utvecklade han egna idéer, experimenterade med olika tekniker, blandade kontrasterande färger, grafitti, inklistrade collage, märkliga tecken och motsägelsefulla, oförklarliga föremål i bilden.
Han hade sin första separatutställning 1980 på Galleri Engström i Stockholm med sina mörka expressiva målningar som väckte stor uppmärksamhet. Han var på 1980-talet med i konstgruppen Ibid tillsammans med bland andra Jan Håfström, Håkan Rehnberg och Johan Scott samt Walldagruppen tillsammans med Stig Sjölund, Tomas Lidén, Ingvar Sjöberg och Eva Löfdahl. Han räknades som en av postmodernismens främsta målare med ett stort antal utställningar. Åren 1995–2000 var han professor i måleri vid Kungliga Konsthögskolan i Stockholm.
Max Book är känd för mörka expressiva monumentala målningar. Ett kraftfullt, ofta tungt måleri med hotfull naturromantik. Plötsligt kan han bryta in med en kontrasterande färg, en glipa som vänder stämningen i bilden. Han kan lägga in en graffititex, ett meddelande, ett tecken som oförklarliga möten i bilden. Han arbetar med en glödande intensiv färgkänsla.
Max Book är representerad på de flesta stora svenska museer bland annat Göteborgs konstmuseum, Kalmar konstmuseum  och Norrköpings konstmuseum  och har utfört en mycket stor monumentalutsmyckning för restaurangen i Gothia Towers på Svenska Mässan i Göteborg.
2014 nominerades han till det prestigefyllda Carnegie Art Award.
Max Book är också musiker i Electronicabandet ZëBB Academy.